# 箱根初詣で
『箱根初詣で』（はこねはつもうで）は、松本清張の短編小説。『清張短篇新集』第9話として『小説新潮』1979年1月号に掲載され、1979年12月に短編集『隠花の飾り』収録の1作として、新潮社より刊行された。
1986年にテレビドラマ化されている。

## あらすじ
慶子は5年前に再婚した15歳年上の夫・弘吉と、箱根神社に初詣に来た。拝殿で祈願を済ませた後、屋台の近くで、前夫・祐介の同僚の妻であった絹江と出くわす。慶子は10年前の悪夢の記憶を思い出した。
10年前、一流商社のエリート社員であった前夫・直井祐介は、同僚の近藤志摩夫・河上正志とともに、出張先のニューヨークで死亡した。交通事故による死亡、と会社は発表した。慶子は、近藤の妻・絹江や河上の妻・安子とともに現地へ飛ぶが、到着後、支店長から、夫の死の真相を知らされる。

## テレビドラマ
1986年6月2日、関西テレビ制作・フジテレビ系列(FNS)の「松本清張サスペンス 隠花の飾り」（22:00-22:54）の1作として放映。視聴率11.6％（ビデオリサーチ調べ、関東地区）。
キャスト
- 眞野あずさ
- 戸川純
- 金田龍之介
- 伊藤孝雄
- 赤座美代子
- 金井大
- 水谷貞雄
- 阿部裕見子
- 光映子
- 森篤夫
- 披岸喜美子
- 直井健太郎

スタッフ
- 脚本：金子成人
- 監督：広瀬襄
- 制作：関西テレビ、松竹、霧企画

| 関西テレビ制作・フジテレビ系列 松本清張サスペンス・隠花の飾り | 関西テレビ制作・フジテレビ系列 松本清張サスペンス・隠花の飾り | 関西テレビ制作・フジテレビ系列 松本清張サスペンス・隠花の飾り |
| 前番組                                                        | 番組名                                                        | 次番組                                                        |
| ------------------------------------------------------------- | ------------------------------------------------------------- | ------------------------------------------------------------- |
| 愛犬 （1986.5.26）                                            | 箱根初詣で （1986.6.2）                                       | 遺墨 （1986.6.9）                                             |